# دانتي ريفيرا
دانتي ريفيرا (بالإنجليزية: Dante Rivera)‏ هو فنان قتال مختلط أمريكي، ولد في 12 أغسطس 1974 في مانهاتن في الولايات المتحدة.

## وصلات خارجية
- دانتي ريفيرا على موقع يو إف سي (الإنجليزية)
- دانتي ريفيرا على موقع شيردوغ (الإنجليزية)
- دانتي ريفيرا على موقع IMDb (الإنجليزية)